# Даути, Чарльз Монтегю
Чарльз Монтегю Доути (англ. Charles Montagu Doughty; 19 августа 1843, Суффолк — 20 января 1926, Кент) — британский поэт и путешественник, один из самых ранних и при этом крупнейших европейских исследователей Аравии. Наиболее известен как автор книги Travels in Arabia Deserta (рус. «Путешествие по пустыням Аравии»). Почётный член Британской академии (1922).

## Биография
Образование получил в двух частных школах, военно-морском колледже в Портсмуте и престижных колледжах Лондона и Кембриджа, закончив учиться в 1864 году. Затем много путешествовал по Европе, Египту, Палестине и Сирии. Начал своё путешествие по северо-западной Аравии из Дамаска в 1876 году и вместе с паломниками направился на юг, в Мекку, до Мадаин-Салиха. Там изучал памятники и надписи, оставленные древней набатейской цивилизацией. Его наблюдения были опубликованы Эрнестом Ренаном. В последней части путешествия, посетив Джидду, Хаиль, Унайзу и другие города, он произвёл наиболее важные географические, геологические и антропологические наблюдения.
В 1888 году опубликовал своё самое известное сочинение — Travels in Arabia Deserta в двух томах. Оно получило небольшое признание в то время и в итоге стало рассматриваться лишь как образец путевых заметок. В этой книге он, однако, был больше озабочен созданием стиля «чистой английской прозы», чем записями полезной информации, — стиля эпохи королевы Елизаветы, которым он стремился передать свои ощущения от отдалённости и одиночества в скитаниях. Стиль книги экстравагантен и манерен, со множеством причудливых речевых оборотов.
Также известен как автор эпической и драматической поэзии.